# Mitchell Sharp
Pour les articles homonymes, voir Sharp.
Mitchell William Sharp (11 mai 1911 - 19 mars 2004) est un homme politique et un ministre canadien.

## Biographie
Né à Winnipeg, il étudie à l'Université du Manitoba puis entre à la London School of Economics. Il commence sa carrière dans la fonction publique en 1947 et devient sous-ministre associé du commerce sous John Diefenbaker.
Élu député d'Eglinton en 1963, il est le ministre des finances de Lester B. Pearson. Sous le gouvernement Trudeau, il est secrétaire d'État aux Affaires extérieures et théorise la « troisième option » comme doctrine de politique étrangère. Le soutien de Sharp a eu une influence sur l'obtention d'une position de premier plan pour le pavillon canadien à l'Expo 67 pendant le Centenaire du Canada, qui avait initialement été proposé d'être beaucoup plus petit, limité à un seul acre. De 1974 à 1978, il est président du Conseil Privé et leader parlementaire du gouvernement à la Chambre des communes du Canada.
De 1978 à 1988, il est commissaire privé pour une agence de pipelines du nord canadien. À la même époque, il préside une équipe de travail sur les conflits d'intérêts. De 1988 à 1993, il est associé en politique publique avec la firme Strategion. Il a aussi été vice-président de la Commission Trilatérale.
Le 22 février 2004, il fait une chute chez lui et se brise une clavicule. Amené au centre hospitalier Elizabeth-Bruyere d'Ottawa, il est diagnostiqué du cancer de la prostate et meurt le 19 mars à l'âge de 92 ans. Récipiendaire de l'Ordre du Canada, il est enterré à Ottawa.